# Пенчо Хаджиславов
Пенчо Господинов Хаджиславов е български националреволюционер и два пъти кмет на Стара Загора.

## Биография
Пенчо Хаджиславов е роден през 1855 г. в Ески Заара (дн. Стара Загора). Завършва училището в родния си град. Занимава се с търговия. Включва се в Старозагорския частен революционен комитет на ВРО.
След Освобождението от османско владичество работи като съдебен изпълнител, следовател и др. Впоследствие на няколко пъти е общински съветник, помощник-кмет и на два пъти кмет на Стара Загора (1893 – 1894, 1903 – 1908).
Умира през 1917 г. в Стара Загора.